# Kakia (mitología)

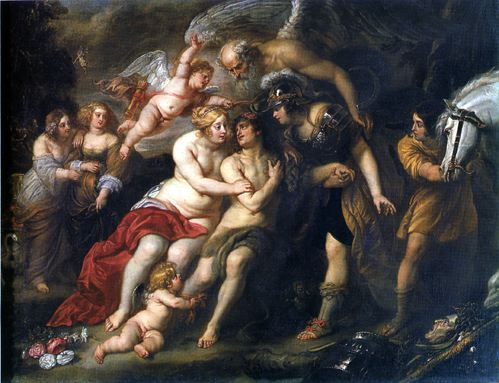
Obra de Jan van den Hoecke, titulada Hércules entre el Vicio y la Virtud

En la mitología griega, Kakía o Caquía (en griego Κακία, Kakía) era la personificación femenina del «Vicio», como es traducido al español, en contraste con su rival, la Virtud (Ἀρετή, Areté). Solo aparece en el relato de Heracles en la encrucijada. El estilo de vida que representa el Vicio coincide con el tipo de vida que censuraba Sócrates: una existencia proclive a los placeres superficiales, al ocio, a la gula, a la ebriedad, al desenfreno sexual, a los lujos y a la comodidad.

### Jenofonte y el mito de la encrucijada
Se dice que cuando Heracles dejaba la niñez y entraba a la adolescencia, se fue a un sitio tranquilo y se sentó para decidir por cuál de los dos caminos se iría: por el de la virtud (ἀρετή) o por el del vicio (κακία). Entonces, se le aparecieron dos mujeres altas: una hermosa, noble, cuyo cuerpo estaba adornado con la pureza, tenía la mirada recatada, su imagen era sobria, y estaba vestida de blanco; la otra era robusta y suave, maquillada para verse más blanca y sonrosada, aparentaba ser más esbelta, tenía mirada coqueta y llevaba un vestido que dejaba entrever sus encantos. 
Mientras la primera caminaba, la segunda corrió hacia Heracles y al notarlo indeciso le prometió que, si la elegía, lo conduciría por el camino más fácil y dulce, probaría todos los placeres y viviría sin conocer las dificultades. En lugar de combatir o trabajar, el joven solo pensaría en qué comida o bebida agradable se le antojaba, qué le gustaría ver, oír, oler o tocar, con qué muchachitos le encantaría estar, cómo dormiría más cómodo y cómo conseguiría todo sin esfuerzo. Esta mujer le aseguró que nunca tendría que atormentar su cuerpo o su espíritu, porque él se aprovecharía del trabajo de los demás. Tras escucharla, el muchacho le preguntó su nombre, ella contestó que sus amigos la llamaban Felicidad, pero sus enemigos le decían Maldad (Κακία).

## Ences externos
- El hilo de Ariadna - Caquia (enlace roto disponible en Internet Archive; véase el historial, la primera versión y la última).

- Datos: Q6349433